# KIF16B
KIF16B, kinesin family member 16B, est une protéine encodée chez l'homme par le gène KIF16B situé sur le chromosome 20 humain. Cette protéine est une kinésine utile dans les mouvements intracellulaires.